# سكوت بلوخ
سكوت بلوخ (بالإنجليزية: Scott Bloch)‏ هو محامي أمريكي، ولد في القرن العشرين في نيويورك في الولايات المتحدة.

## وصلات خارجية
- سكوت بلوخ على موقع إن إن دي بي (الإنجليزية)